# Fase final da Copa Libertadores da América de 2021
A fase final da Copa Libertadores da América de 2021 compreendeu as disputas de oitavas de final, quartas de final, semifinal e final. As equipes se enfrentaram em jogos eliminatórios de ida e volta em cada fase, e a que somasse mais pontos se classifica para as fases seguintes.

## Critérios de desempate
Se em um cruzamento as determinadas equipes igualarem em pontos, o primeiro critério de desempate seria o saldo de gols. Caso empatassem no saldo, o gol marcado na casa do adversário entraria em consideração. Persistindo o empate, a vaga seria decidida em disputa por pênaltis. Apenas na final uma prorrogação seria disputada em caso de empate no tempo regulamentar, seguida de disputa de pênaltis se persistisse a igualdade.

## Sorteio
Para determinar todos os cruzamentos da fase final, foi realizado um sorteio no Centro de Convenções da CONMEBOL em Luque, no Paraguai, em 1 de junho.
A distribuição das equipes através dos potes foi determinada levando em consideração o desempenho na fase de grupos. As equipes que finalizaram em primeiro lugar nos grupos encontraram-se no Pote 1, e as equipes que se classificaram em segundo lugar no Pote 2.
Equipes classificadas
Entre parêntesis o ranking entre os classificados da fase de grupos.
| Grupo | Líderes de grupo (Pote 1)  | Vice-líderes de grupo (Pote 2) |
| ----- | -------------------------- | ------------------------------ |
| A     | Palmeiras (2)              | Defensa y Justicia (13)        |
| B     | Internacional (8)          | Olimpia (16)                   |
| C     | Barcelona de Guayaquil (4) | Boca Juniors (10)              |
| D     | Fluminense (7)             | River Plate (14)               |
| E     | Racing (3)                 | São Paulo (9)                  |
| F     | Argentinos Juniors (6)     | Universidad Católica (15)      |
| G     | Flamengo (5)               | Vélez Sarsfield (11)           |
| H     | Atlético Mineiro (1)       | Cerro Porteño (12)             |

Além de determinar os potes, o desempenho das equipes na fase de grupos também determina os mandos de campo até a semifinal, sendo que os primeiros dos grupos estão ranqueados de 1 a 8 e os segundo colocados de 9 a 16. Num cruzamento a equipe de melhor campanha sempre realiza o jogo de volta em casa.

## Esquema
As equipes que estão na parte superior do confronto possuem o mando de campo no primeiro jogo e em negrito as equipes classificadas.
|  | Oitavas de final          | Oitavas de final            | Oitavas de final          | Oitavas de final          |   |             | Quartas de final  | Quartas de final  | Quartas de final  | Quartas de final  |  |                | Semifinais          | Semifinais          | Semifinais          | Semifinais          |                 |   | Final          | Final          |
|  | 13 de julho a 3 de agosto | 13 de julho a 3 de agosto   | 13 de julho a 3 de agosto | 13 de julho a 3 de agosto |   |             | 10 a 19 de agosto | 10 a 19 de agosto | 10 a 19 de agosto | 10 a 19 de agosto |  |                | 21 a 29 de setembro | 21 a 29 de setembro | 21 a 29 de setembro | 21 a 29 de setembro |                 |   | 27 de novembro | 27 de novembro |
|  |                           |                             |                           |                           |   |             |                   |                   |                   |                   |  |                |                     |                     |                     |                     |                 |   |                |                |
|  | São Paulo                 | 1                           | 3                         | 4                         |   |             |                   |                   |                   |                   |  |                |                     |                     |                     |                     |                 |   |                |                |
|  | Racing                    | 1                           | 1                         | 2                         |   |             |                   |                   |                   |                   |  |                |                     |                     |                     |                     |                 |   |                |                |
|  | Racing                    | 1                           | 1                         | 2                         |   | São Paulo   | 1                 | 0                 | 1                 |                   |  |                |                     |                     |                     |                     |                 |   |                |                |
|  |                           |                             |                           |                           |   | São Paulo   | 1                 | 0                 | 1                 |                   |  |                |                     |                     |                     |                     |                 |   |                |                |
|  |                           | Palmeiras                   | 1                         | 3                         | 4 |             |                   |                   |                   |                   |  |                |                     |                     |                     |                     |                 |   |                |                |
|  | Universidad Católica      | Palmeiras                   | 1                         | 3                         | 4 | 0           | 0                 | 0                 |                   |                   |  |                |                     |                     |                     |                     |                 |   |                |                |
|  | Universidad Católica      |                             |                           |                           |   | 0           | 0                 | 0                 |                   |                   |  |                |                     |                     |                     |                     |                 |   |                |                |
|  | Palmeiras                 | 1                           | 1                         | 2                         |   |             |                   |                   |                   |                   |  |                |                     |                     |                     |                     |                 |   |                |                |
|  | Palmeiras                 | 1                           | 1                         | 2                         |   |             |                   |                   |                   |                   |  | Palmeiras (gf) | 0                   | 1                   | 1                   |                     |                 |   |                |                |
|  |                           |                             |                           |                           |   |             |                   |                   |                   |                   |  | Palmeiras (gf) | 0                   | 1                   | 1                   |                     |                 |   |                |                |
|  |                           | Atlético Mineiro            | 0                         | 1                         | 1 |             |                   |                   |                   |                   |  |                |                     |                     |                     |                     |                 |   |                |                |
|  | River Plate               | Atlético Mineiro            | 0                         | 1                         | 1 | 1           | 2                 | 3                 |                   |                   |  |                |                     |                     |                     |                     |                 |   |                |                |
|  | River Plate               |                             |                           |                           |   | 1           | 2                 | 3                 |                   |                   |  |                |                     |                     |                     |                     |                 |   |                |                |
|  | Argentinos Juniors        | 1                           | 0                         | 1                         |   |             |                   |                   |                   |                   |  |                |                     |                     |                     |                     |                 |   |                |                |
|  | Argentinos Juniors        | 1                           | 0                         | 1                         |   | River Plate | 0                 | 0                 | 0                 |                   |  |                |                     |                     |                     |                     |                 |   |                |                |
|  |                           |                             |                           |                           |   | River Plate | 0                 | 0                 | 0                 |                   |  |                |                     |                     |                     |                     |                 |   |                |                |
|  |                           | Atlético Mineiro            | 1                         | 3                         | 4 |             |                   |                   |                   |                   |  |                |                     |                     |                     |                     |                 |   |                |                |
|  | Boca Juniors              | Atlético Mineiro            | 1                         | 3                         | 4 | 0           | 0                 | 0 (1)             |                   |                   |  |                |                     |                     |                     |                     |                 |   |                |                |
|  | Boca Juniors              |                             |                           |                           |   | 0           | 0                 | 0 (1)             |                   |                   |  |                |                     |                     |                     |                     |                 |   |                |                |
|  | Atlético Mineiro (pen)    | 0                           | 0                         | 0 (3)                     |   |             |                   |                   |                   |                   |  |                |                     |                     |                     |                     |                 |   |                |                |
|  | Atlético Mineiro (pen)    | 0                           | 0                         | 0 (3)                     |   |             |                   |                   |                   |                   |  |                |                     |                     |                     |                     | Palmeiras (pro) | 2 |                |                |
|  |                           |                             |                           |                           |   |             |                   |                   |                   |                   |  |                |                     |                     |                     |                     |                 | 2 |                |                |
|  |                           | Flamengo                    | 1                         |                           |   |             |                   |                   |                   |                   |  |                |                     |                     |                     |                     |                 |   |                |                |
|  | Olimpia (pen)             | Flamengo                    | 1                         | 0                         | 0 | 0 (5)       |                   |                   |                   |                   |  |                |                     |                     |                     |                     |                 |   |                |                |
|  | Olimpia (pen)             |                             |                           | 0                         | 0 | 0 (5)       |                   |                   |                   |                   |  |                |                     |                     |                     |                     |                 |   |                |                |
|  | Internacional             | 0                           | 0                         | 0 (4)                     |   |             |                   |                   |                   |                   |  |                |                     |                     |                     |                     |                 |   |                |                |
|  | Internacional             | 0                           | 0                         | 0 (4)                     |   | Olimpia     | 1                 | 1                 | 2                 |                   |  |                |                     |                     |                     |                     |                 |   |                |                |
|  |                           |                             |                           |                           |   | Olimpia     | 1                 | 1                 | 2                 |                   |  |                |                     |                     |                     |                     |                 |   |                |                |
|  |                           | Flamengo                    | 4                         | 5                         | 9 |             |                   |                   |                   |                   |  |                |                     |                     |                     |                     |                 |   |                |                |
|  | Defensa y Justicia        | Flamengo                    | 4                         | 5                         | 9 | 0           | 1                 | 1                 |                   |                   |  |                |                     |                     |                     |                     |                 |   |                |                |
|  | Defensa y Justicia        |                             |                           |                           |   | 0           | 1                 | 1                 |                   |                   |  |                |                     |                     |                     |                     |                 |   |                |                |
|  | Flamengo                  | 1                           | 4                         | 5                         |   |             |                   |                   |                   |                   |  |                |                     |                     |                     |                     |                 |   |                |                |
|  | Flamengo                  | 1                           | 4                         | 5                         |   |             |                   |                   |                   |                   |  | Flamengo       | 2                   | 2                   | 4                   |                     |                 |   |                |                |
|  |                           |                             |                           |                           |   |             |                   |                   |                   |                   |  | Flamengo       | 2                   | 2                   | 4                   |                     |                 |   |                |                |
|  |                           | Barcelona de Guayaquil      | 0                         | 0                         | 0 |             |                   |                   |                   |                   |  |                |                     |                     |                     |                     |                 |   |                |                |
|  | Cerro Porteño             | Barcelona de Guayaquil      | 0                         | 0                         | 0 | 0           | 0                 | 0                 |                   |                   |  |                |                     |                     |                     |                     |                 |   |                |                |
|  | Cerro Porteño             |                             |                           |                           |   | 0           | 0                 | 0                 |                   |                   |  |                |                     |                     |                     |                     |                 |   |                |                |
|  | Fluminense                | 2                           | 1                         | 3                         |   |             |                   |                   |                   |                   |  |                |                     |                     |                     |                     |                 |   |                |                |
|  | Fluminense                | 2                           | 1                         | 3                         |   | Fluminense  | 2                 | 1                 | 3                 |                   |  |                |                     |                     |                     |                     |                 |   |                |                |
|  |                           |                             |                           |                           |   | Fluminense  | 2                 | 1                 | 3                 |                   |  |                |                     |                     |                     |                     |                 |   |                |                |
|  |                           | Barcelona de Guayaquil (gf) | 2                         | 1                         | 3 |             |                   |                   |                   |                   |  |                |                     |                     |                     |                     |                 |   |                |                |
|  | Vélez Sarsfield           | Barcelona de Guayaquil (gf) | 2                         | 1                         | 3 | 1           | 1                 | 2                 |                   |                   |  |                |                     |                     |                     |                     |                 |   |                |                |
|  | Vélez Sarsfield           |                             |                           |                           |   | 1           | 1                 | 2                 |                   |                   |  |                |                     |                     |                     |                     |                 |   |                |                |
|  | Barcelona de Guayaquil    | 0                           | 3                         | 3                         |   |             |                   |                   |                   |                   |  |                |                     |                     |                     |                     |                 |   |                |                |

## Oitavas de final
| Chave | Equipe 1             | Total       | Equipe 2               | Ida | Volta |
| ----- | -------------------- | ----------- | ---------------------- | --- | ----- |
| A     | Defensa y Justicia   | 1–5         | Flamengo               | 0–1 | 1–4   |
| B     | Boca Juniors         | 0–0 (1–3 p) | Atlético Mineiro       | 0–0 | 0–0   |
| C     | Universidad Católica | 0–2         | Palmeiras              | 0–1 | 0–1   |
| D     | Cerro Porteño        | 0–3         | Fluminense             | 0–2 | 0–1   |
| E     | Vélez Sarsfield      | 2–3         | Barcelona de Guayaquil | 1–0 | 1–3   |
| F     | São Paulo            | 4–2         | Racing                 | 1–1 | 3–1   |
| G     | River Plate          | 3–1         | Argentinos Juniors     | 1–1 | 2–0   |
| H     | Olimpia              | 0–0 (5–4 p) | Internacional          | 0–0 | 0–0   |

### Chave A
| 14 de julho   | Defensa y Justicia | 0 – 1     | Flamengo    | Estádio Norberto Tomaghello, Florencio Varela |
| 21:30 (UTC−3) |                    | Relatório | Michael 21' | Árbitro: PAR Éber Aquino                      |

| 21 de julho   | Flamengo                                                 | 4 – 1     | Defensa y Justicia | Estádio Mané Garrincha, Brasília          |
| 21:30 (UTC−3) | Rodrigo Caio 9' · De Arrascaeta 66' · Vitinho 83', 90+4' | Relatório | Loaiza 41'         | Público: 5 518 Árbitro: CHI Roberto Tobar |

Flamengo venceu por 5–1 no placar agregado.

### Chave B
| 13 de julho   | Boca Juniors | 0 – 0     | Atlético Mineiro | Estádio La Bombonera, Buenos Aires |
| 19:15 (UTC−3) |              | Relatório |                  | Árbitro: COL Andrés Rojas          |

| 20 de julho   | Atlético Mineiro | 0 – 0     | Boca Juniors | Estádio Mineirão, Belo Horizonte |
| 19:15 (UTC−3) |                  | Relatório |              | Árbitro: URU Esteban Ostojich    |

|                                      |       | Penalidades                 |  |
| Hulk Fernández Alonso Hyoran Éverson | 3 – 1 | Rojo Villa Rolón Izquierdoz |  |

0–0 no placar agregado, Atlético Mineiro venceu por 3–1 na disputa de pênaltis.

### Chave C
| 14 de julho   | Universidad Católica | 0 – 1     | Palmeiras               | Estádio San Carlos de Apoquindo, Santiago |
| 18:15 (UTC−4) |                      | Relatório | Raphael Veiga 42' (pen) | Árbitro: URU Andrés Matonte               |

| 21 de julho   | Palmeiras        | 1 – 0     | Universidad Católica | Allianz Parque, São Paulo   |
| 19:15 (UTC−3) | Marcos Rocha 36' | Relatório |                      | Árbitro: VEN Alexis Herrera |

Palmeiras venceu por 2–0 no placar agregado.

### Chave D
| 13 de julho   | Cerro Porteño | 0 – 2     | Fluminense            | Estádio General Pablo Rojas, Assunção |
| 18:15 (UTC−4) |               | Relatório | Nenê 49' · Egídio 61' | Árbitro: ARG Facundo Tello            |

| 3 de agosto[a] | Fluminense     | 1 – 0     | Cerro Porteño | Estádio do Maracanã, Rio de Janeiro |
| 19:15 (UTC−3)  | Fred 24' (pen) | Relatório |               | Árbitro: COL Wilmar Roldán          |

Fluminense venceu por 3–0 no placar agregado.

### Chave E
| 14 de julho   | Vélez Sarsfield | 1 – 0     | Barcelona de Guayaquil | Estádio José Amalfitani, Buenos Aires |
| 19:15 (UTC−3) | Lucero 7'       | Relatório |                        | Árbitro: BRA Raphael Claus            |

| 21 de julho   | Barcelona de Guayaquil                        | 3 – 1     | Vélez Sarsfield | Estádio Monumental, Guayaquil |
| 17:15 (UTC−5) | Preciado 24' · Cortez 69' (pen) · Perlaza 80' | Relatório | Lucero 48'      | Árbitro: CHI Piero Maza       |

Barcelona de Guayaquil venceu por 3–2 no placar agregado.

### Chave F
| 13 de julho   | São Paulo       | 1 – 1     | Racing        | Estádio do Morumbi, São Paulo |
| 21:30 (UTC−3) | Vitor Bueno 35' | Relatório | Copetti 45+1' | Árbitro: COL Jhon Ospina      |

| 20 de julho   | Racing     | 1 – 3     | São Paulo                        | Estádio El Cilindro, Avellaneda |
| 21:30 (UTC−3) | Correa 63' | Relatório | Rigoni 44', 57' · Marquinhos 48' | Árbitro: URU Gustavo Tejera     |

São Paulo venceu por 4–2 no placar agregado.

### Chave G
| 14 de julho   | River Plate | 1 – 1     | Argentinos Juniors | Estádio Monumental de Núñez, Buenos Aires |
| 21:30 (UTC−3) | Suárez 10'  | Relatório | Hauche 40'         | Árbitro: BRA Bruno Arleu                  |

| 21 de julho   | Argentinos Juniors | 0 – 2     | River Plate     | Estádio Diego Armando Maradona, Buenos Aires |
| 21:30 (UTC−3) |                    | Relatório | Romero 35', 54' | Árbitro: PAR Éber Aquino                     |

River Plate venceu por 3–1 no placar agregado.

### Chave H
| 15 de julho   | Olimpia | 0 – 0     | Internacional | Estádio Manuel Ferreira, Assunção |
| 20:30 (UTC−4) |         | Relatório |               | Árbitro: ARG Patricio Loustau     |

| 22 de julho   | Internacional | 0 – 0     | Olimpia | Estádio Beira-Rio, Porto Alegre |
| 21:30 (UTC−3) |               | Relatório |         | Árbitro: URU Christian Ferreyra |

|                                                     |       | Penalidades                         |  |
| Edenílson Boschilia Moisés Maurício Thiago Galhardo | 4 – 5 | Silva Pitta Ojeda Ortiz D. González |  |

0–0 no placar agregado, Olimpia venceu por 5–4 na disputa de pênaltis.

## Quartas de final
| Chave | Equipe 1    | Total    | Equipe 2               | Ida | Volta |
| ----- | ----------- | -------- | ---------------------- | --- | ----- |
| S1    | Olimpia     | 2–9      | Flamengo               | 1–4 | 1–5   |
| S2    | River Plate | 0–4      | Atlético Mineiro       | 0–1 | 0–3   |
| S3    | São Paulo   | 1–4      | Palmeiras              | 1–1 | 0–3   |
| S4    | Fluminense  | 3–3 (gf) | Barcelona de Guayaquil | 2–2 | 1–1   |

### Chave S1
| 11 de agosto  | Olimpia       | 1 – 4     | Flamengo                                                      | Estádio Manuel Ferreira, Assunção              |
| 18:15 (UTC−4) | Torres 45+14' | Relatório | De Arrascaeta 16' · Gabriel 45+12' (pen), 52' · Vitinho 90+1' | Público: 1 200 Árbitro: ARG Fernando Rapallini |

| 18 de agosto  | Flamengo                                                                      | 5 – 1     | Olimpia     | Estádio Mané Garrincha, Brasília              |
| 19:15 (UTC−3) | Gabriel 30', 77' · Bruno Henrique 36' · Willian Arão 49' · Salcedo 55' (g.c.) | Relatório | Recalde 45' | Público: 11 211 Árbitro: VEN Jesús Valenzuela |

Flamengo venceu por 9–2 no placar agregado.

### Chave S2
| 11 de agosto  | River Plate | 0 – 1     | Atlético Mineiro | Estádio Monumental de Núñez, Buenos Aires |
| 21:30 (UTC−3) |             | Relatório | Fernández 58'    | Árbitro: VEN Jesús Valenzuela             |

| 18 de agosto  | Atlético Mineiro            | 3 – 0     | River Plate | Estádio Mineirão, Belo Horizonte           |
| 21:30 (UTC−3) | Zaracho 22', 61' · Hulk 34' | Relatório |             | Público: 17 030 Árbitro: CHI Roberto Tobar |

Atlético Mineiro venceu por 4–0 no placar agregado.

### Chave S3
| 10 de agosto  | São Paulo | 1 – 1     | Palmeiras            | Estádio do Morumbi, São Paulo |
| 21:30 (UTC−3) | Luan 54'  | Relatório | Patrick de Paula 74' | Árbitro: ARG Néstor Pitana    |

| 17 de agosto  | Palmeiras                                           | 3 – 0     | São Paulo | Allianz Parque, São Paulo  |
| 21:30 (UTC−3) | Raphael Veiga 10' · Dudu 67' · Patrick de Paula 78' | Relatório |           | Árbitro: COL Wilmar Roldán |

Palmeiras venceu por 4–1 no placar agregado.

### Chave S4
| 12 de agosto  | Fluminense                              | 2 – 2     | Barcelona de Guayaquil          | Estádio do Maracanã, Rio de Janeiro |
| 21:30 (UTC−3) | Gabriel Teixeira 26' · Fred 90+5' (pen) | Relatório | Preciado 69' · Cortez 88' (pen) | Árbitro: VEN Alexis Herrera         |

| 19 de agosto  | Barcelona de Guayaquil | 1 – 1     | Fluminense       | Estádio Monumental, Guayaquil |
| 19:30 (UTC−5) | Mastriani 73'          | Relatório | Fred 90+8' (pen) | Árbitro: URU Esteban Ostojich |

3–3 no placar agregado, Barcelona de Guayaquil avançou pela regra do gol fora de casa.

## Semifinais
| Chave | Equipe 1  | Total    | Equipe 2               | Ida | Volta |
| ----- | --------- | -------- | ---------------------- | --- | ----- |
| F1    | Flamengo  | 4–0      | Barcelona de Guayaquil | 2–0 | 2–0   |
| F2    | Palmeiras | 1–1 (gf) | Atlético Mineiro       | 0–0 | 1–1   |

### Chave F1
| 22 de setembro | Flamengo                | 2 – 0     | Barcelona de Guayaquil | Estádio do Maracanã, Rio de Janeiro       |
| 21:30 (UTC−3)  | Bruno Henrique 21', 38' | Relatório |                        | Público: 22 193 Árbitro: URU Andrés Cunha |

| 29 de setembro | Barcelona de Guayaquil | 0 – 2     | Flamengo                | Estádio Monumental, Guayaquil |
| 19:30 (UTC−5)  |                        | Relatório | Bruno Henrique 18', 50' | Árbitro: CHI Roberto Tobar    |

Flamengo venceu por 4–0 no placar agregado.

### Chave F2
| 21 de setembro | Palmeiras | 0 – 0     | Atlético Mineiro | Allianz Parque, São Paulo     |
| 21:30 (UTC−3)  |           | Relatório |                  | Árbitro: ARG Patricio Loustau |

| 28 de setembro | Atlético Mineiro | 1 – 1     | Palmeiras | Estádio Mineirão, Belo Horizonte |
| 21:30 (UTC−3)  | Vargas 52'       | Relatório | Dudu 68'  | Árbitro: COL Wilmar Roldán       |

1–1 no placar agregado, Palmeiras avançou pela regra do gol fora de casa.

## Final
| 27 de novembro de 2021 | Palmeiras                        | 2 – 1 (pro) | Flamengo    | Estádio Centenario, Montevidéu |
| 17:00 (UTC−3)          | Raphael Veiga 5' · Deyverson 95' | Relatório   | Gabriel 72' | Árbitro: ARG Néstor Pitana     |